# هرولد براون
هرولد براون (انگلیسی: Harold Brown؛ زاده ۱۹ سپتامبر ۱۹۲۷ – درگذشته ۴ ژانویه ۲۰۱۹) یک فیزیک‌دان و سیاستمدار اهل ایالات متحده آمریکا بود.
در دوره ریاست جمهوری جیمی کارتر در سال‌های ۱۹۷۷ تا ۱۹۸۱، سمت وزیر دفاع را بر عهده داشت. او چهاردهمین وزیر دفاع آمریکا بود و از نظر سیاسی چهره‌ای دموکرات به حساب می‌آمد. از آقای براون به عنوان کسی که موجب نوآوری و نوسازی ارتش آمریکا شد نام برده می‌شود و در دوران او جنگ‌افزارهایی مانند موشک‌های نقطه‌زن کروز و جنگنده‌های جاسوسی مورد استفاده قرار گرفت. در همین زمان بود که انقلاب ایران و بعد بحران گروگانگیری دیپلمات‌های ایالات متحده در تهران روی داد. عملیات ناکام «پنجه عقاب» در طبس برای نجات گروگان‌های آمریکایی نیز در دوران وزارت آقای براون روی داد. هرولد براون در ۴ ژانویه ۲۰۱۹، در سن ۹۱ سالگی درگذشت.